# Grenzenlos (Lied)
Grenzenlos ist ein Lied des deutschen Elektropop-Duos Glasperlenspiel aus dem Jahr 2013. Das Stück ist die zweite und letzte Singleauskopplung aus ihrem gleichnamigen zweiten Studioalbum Grenzenlos.

## Entstehung und Artwork
Komponiert wurde das Lied von Alexander Freund, Daniel Grunenberg und Carolin Niemczyk. Produziert und gemischt wurde die Single von Daniel Grunenberg und Yoad Nevo. Gemastert wurde die Single in den Nevo Sound Studios in London unter der Leitung von Yoad Nevo. Das Lied wurde unter dem Musiklabel Polydor veröffentlicht. Auf dem Cover der Maxi-Single sind – neben der Aufschrift des Künstlers und des Liedtitels – von hinten die Mitglieder von Glasperlenspiel vor dem Hintergrund eines Highways zu sehen. Das Coverbild wurde erstmals am 21. August 2013 bei Facebook präsentiert und wurde von dem deutschen Fotograf Ben Wolf geschossen und von Matthias Bäuerle designt.

## Veröffentlichung und Promotion
Die Ankündigung zur Singleveröffentlichung von Grenzenlos geschah am 21. August 2013 mit einem Trailer, den Glasperlenspiel auf Facebook postete. Diese erschien am 6. September 2013 als Download-Single statt. Die Maxi-Single enthält neben der Radioversion auch eine Remixversion, eine Akustikversion und eine Instrumentalversion von Grenzenlos, als B-Seite. Neben der regulären Maxi-Single existiert auch eine Spezialversion, die um eine Liveversion vom SR1 Halberg Open Air 2013 erweitert ist.
Um das Lied zu bewerben, folgten unter anderem Liveauftritte im ZDF-Fernsehgarten, der ZDF-Herbstshow und dem ARD-Morgenmagazin.

## Inhalt
Der Liedtext zu Grenzenlos ist auf Deutsch verfasst. Die Musik und der Text wurden von Alexander Freund, Daniel Grunenberg und Carolin Niemczyk verfasst. Musikalisch bewegt sich das Lied im Bereich des Elektropop.
Universal Music selbst beschrieb den Inhalt des Stückes wie folgt: „Natürlich begegnen uns auch diesmal wieder die gewohnt poppigen und tanzbaren Beats, für die Glasperlenspiel längst bekannt sind. Dreieinhalb Minuten lang lassen wir uns auf die Emotionen des Duos ein und teilen mit ihnen grenzenlose Freude und Unbeschwertheit.“

„Keine Träume sind wir uns zu groß,
ich schwör dir heute sind wir grenzenlos.
Wir werden wahr und wir fallen hoch,
ich schwör dir heute sind wir grenzenlos.“

## Musikvideo
Das Musikvideo zu Grenzenlos wurde in Berlin gedreht und feierte am 23. August 2013 bei MyVideo seine Premiere. Zu sehen sind Glasperlenspiel, die zusammen mit Freunden, eine Nacht bis zum Morgengrauen durchfeiern. Die Gesamtlänge des Videos beträgt 3:18 Minuten. Regie führte Tolga Peters, produziert wurde es von Bears Calling. Im Juni 2014 auf der Videoplattform YouTube hochgeladen, zählte es bis März 2025 über 1,5 Millionen Aufrufe.

## Mitwirkende
| Liedproduktion - Alexander Freund: Komponist, Liedtexter - Daniel Grunenberg: Abmischung, Gesang, Keyboard, Komponist, Liedtexter, Musikproduzent - Yoad Nevo: Abmischung, Mastering, Musikproduzent - Carolin Niemczyk: Gesang, Komponist, Liedtexter Artwork - Matthias Bäuerle: Artwork (Cover) - Ben Wolf: Fotograf (Cover) Unternehmen - Bears Calling: Filmproduzent (Musikvideo) - Nevo Sound Studios: Mastering - Polydor: Musiklabel - Universal Music Publishing: Vertrieb | Musikvideo - Anna Honerlagen: Ausführender Produzent - Kevin Krow: Assistent der Aufnahmeleitung - Friederike Krug: Filmproduktionsleitung - Jonas Maintz: 2. Kameraassistent - Michael Multhoff: Kameramann - Tolga Peters: Regisseur - Dirk Schlobohm: 1. Kameraassistent |

## Chartplatzierungen
Grenzenlos erreichte in Deutschland Position 90 der Singlecharts und konnte sich insgesamt eine Woche in den Charts halten. Für Glasperlenspiel ist dies der fünfte Charterfolg in Deutschland.
| ChartsChartplatzierungen | Höchstplatzierung | Wochen |
| ------------------------ | ----------------- | ------ |
| Deutschland (GfK)        | 90 (1 Wo.)        | 1      |